# Село Глумач, борци пали у ратовима од 1912. до 1918. године
Списак бораца из села Глумач, Општина Пожега, погинулих и умрлих у Балканским и Првом светском рату преузет је из књиге „Пожега и околина”, објављене 1978. године.
Подаци за подручје Пожеге прикупљани су у периоду 1976–1977. године преко матичних књига умрлих, спомен-плоча, крајпуташа, као и разговора са преживелим борцима и појединим грађанима који су по сећању могли да дају податке, уз напомену да спискови могуће да нису потпуни, због временске дистанце и недостатка поузданих извора.

## Списак
1. Андрић Андрија
2. Андрић Јован
3. Богдановић Светозар
4. Богдановић Периша
5. Богдановић Милосав
6. Богдановић Милош
7. Вилиповић Драгомир
8. Вилиповић Обрад
9. Вилиповић Будимир
10. Вилиповић Лука
11. Вујовић Ивко
12. Вујовић Велимир
13. Вујовић Љубиша
14. Вујовић Веселин
15. Вујовић Јевто
16. Вукићевић Велимир
17. Вукићевић Милан
18. Вуковић Милун
19. Вуковић Радован
20. Дробњак Драгомир
21. Дробњак Живорад
22. Дробњак Иван
23. Дробњак Милун
24. Дробњак Т. Милан
25. Дробњак Гојан
26. Дробњак Ранко
27. Дробњак Павле
28. Дробњак Миленко
29. Дробњак Ристивоје
30. Ђокић Љубомир, наредник
31. Ђокић Војислав
32. Ђокић Милојко
33. Ђокић Милија
34. Ђокић Радисав
35. Ђокић Милутин
36. Ђокић Радомир
37. Ђокић Млађен
38. Ђокић Малиша
39. Јаџић Петар
40. Јотић Љ. Милош
41. Јотић Никола
42. Јотић Драгутин
43. Јотић Љубисав
44. Јотић Бранислав
45. Кораћ Иван
46. Кораћ Алексије
47. Кораћ Антоније
48. Кораћ Борисав
49. Кораћ Милутин
50. Лончаревић Драгољуб
51. Миловановић Тодор
52. Миловановић Владимир
53. Николић Тодор
54. Николић Илија
55. Николић Јован
56. Николић Љубомир
57. Николић Светозар
58. Николић Благоје
59. Николић Гвозден
60. Николић Ј. Никола
61. Николић М. Младен
62. Николић Сретен
63. Николић Саво
64. Николић Павле
65. Николић Милош
66. Николић Милун
67. Николић Драгомир
68. Николић Михаило
69. Николић Иван
70. Николић И. Млађен
71. Николић И. Рађен
72. Николић М. Никола
73. Николић В. Миладин
74. Николић Сава
75. Николић Станоје
76. Новаковић Јаков
77. Новаковић Велимир
78. Рађеновић Драгомир
79. Савић Н. Живко
80. Савић С. Михаило
81. Тешић Велимир
82. Тешић Миливоје
83. Тешић Арсеније
84. Тешић Илија
85. Тешић Милош
86. Тешић Милија
87. Тешић Бранислав
88. Чумић Тома
89. Чумић Миливоје[1]